# Обербек
Обербек (нем. Oberbek) — река в Германии, протекает по земле Мекленбург-Передняя Померания. Она соединяет озёра Вильц и Рец и принадлежит к обширной речной озерной системе Хафель.
Обербек протекает по территории города Миров. Берёт начало в крайней восточной части озера Вильц и впадает в южную часть озера Рец. Река является судоходной вплоть до местечка Флетер Мюле, где река запружена плотиной, по которой проходит автодорога. Ниже Флетер Мюле река не судоходна.
Общая длина реки — 2 км. Высота устья — 57,4 м реки — Обере Хафель. Перепад высоты — 1 м.